# Durian Lecah
Durian Lecah is een bestuurslaag in het regentschap Merangin van de provincie Jambi, Indonesië. Durian Lecah telt 1133 inwoners (volkstelling 2010).